# Claude B. Hudspeth
Claude Benton Hudspeth, född 12 maj 1877 i Bandera County i Texas, död 19 mars 1941 i San Antonio i Texas, var en amerikansk politiker (demokrat). Han var ledamot av USA:s representanthus 1919–1931.
Hudspeth är begravd på begravningsplatsen Mission Burial Park South i Texas. Hudspeth County i Texas har uppkallats efter honom.